# Ружейный замок
Замо́к — часть ружья (пищали, кулеврины, аркебузы, мушкета, фузеи) и пистоля, отвечающая за воспламенение заряда.
Термин является устаревшим и применяется по отношению к историческому оружию. Аналогичного назначения устройство в современном стрелковом оружии называется ударно-спусковым механизмом. В историческом контексте «замком» также может именоваться затвор оружия. В частности, именно так он обозначается во всех наставлениях к пулемёту Максима. Иногда так обозначают лишь те части затвора, которые непосредственно обеспечивают разбитие капсюля патрона для производства выстрела, также относящиеся к ударно-спусковому механизму.

## История создания. Эволюция замка
Изначально заряд воспламенялся вручную поднесённым к затравочному отверстию раскалённым стержнем или прутом. Такой способ имел существенные недостатки: требовалось всегда держать под рукой огонь, иметь для фитиля или прута свободную руку при стрельбе, а также то, что стержень или прут мешал прицеливанию. Часто раскалённый стержень или прут или горящий фитиль к запальному отверстию подносил помощник, в то время, как сам стрелок только наводил оружие, крепко удерживая его двумя руками.

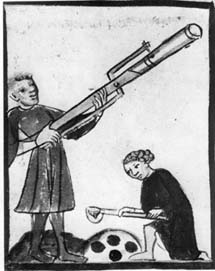
Изображение самого примитивного ружейного замка на средневековой миниатюре. 1411 год.

Замком назвали появившееся около начала XV века механическое устройство, которое обеспечивало автоматическое поднесение зажатого в губках курка фитиля к затравочному пороху в момент выстрела. Видимо, такое название возникло, во-первых — из-за аналогии с дверным замком как единственным широко известным в то время сложным механическим устройством, а во-вторых — из-за того, что замок как бы «запирал» вплоть до момента выстрела путь, по которому огонь «передавался» от фитиля внутрь ствола оружия. Любопытно в этой связи, что имеющее сходное назначение спусковое устройство на арбалете именовалось «орехом» (nut), а не «замком». Также интересно, что в литературе встречается утверждение, что замки к ружьям часто делали мастера-замочники, те же, которые делали замки для дверей и сундуков.

## Фитильный замок

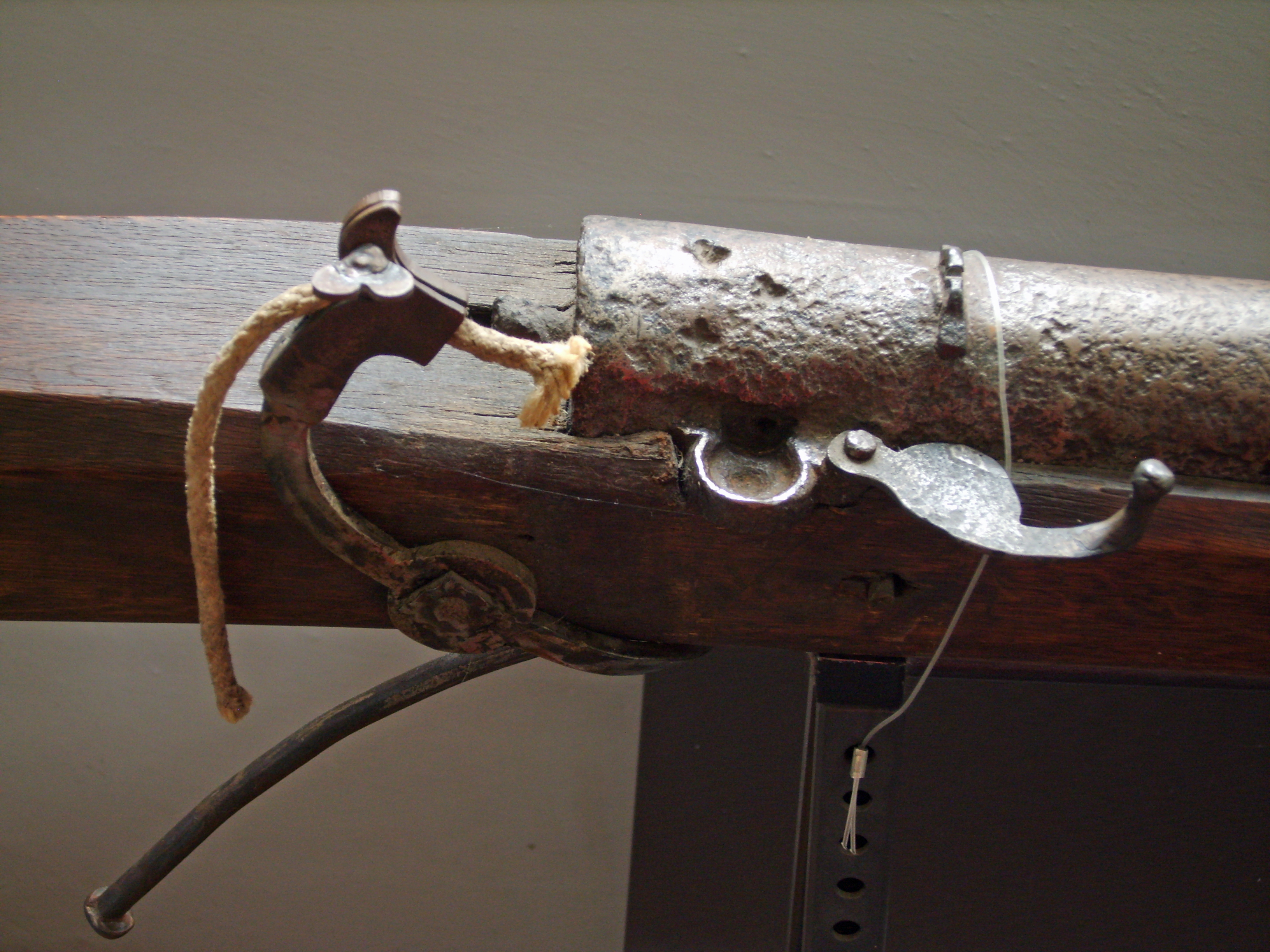
Примитивный фитильный замок с серпентином в виде единой детали.

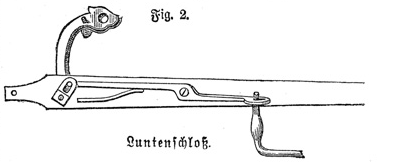
Фитильный замок с серьгой.

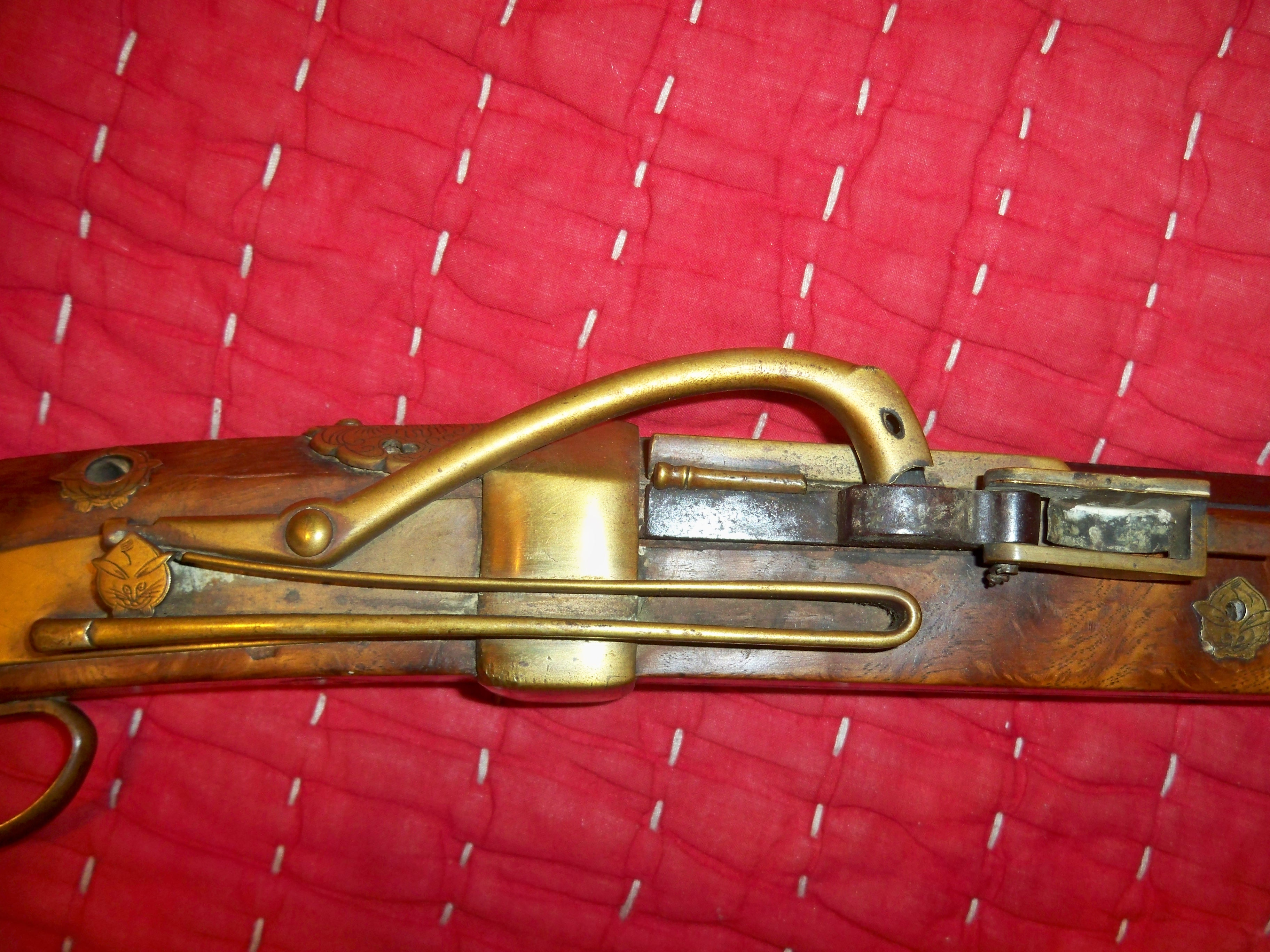
Пружинный фитильный замок.

С изобретением фитильного замка обращение с ружьём стало проще. Фитиль приводился в действие с помощью рычага, находящегося на ложе, что освобождало обе руки, позволяя более крепко удерживать оружие и увереннее целиться. Затравочное отверстие было перенесено в сторону, под ним появилась полка для затравки — фитиль теперь не закрывал цель. Одновременно усовершенствовалась форма ложи — он из прямой стала слегка изогнутой, более удобной для прицеливания. Между тем, для постоянной готовности к выстрелу стрелку по-прежнему приходилось постоянно раздувать фитиль, поддерживая его тление. Ночью и в сумерках фитиль сильно демаскировал стрелка. Иногда для хранения в зажжённом состоянии и маскировки его прятали в специальный футляр с перфорированными для доступа воздуха стенками. Прогорал фитиль довольно быстро — в час сгорало примерно 30 см его длины. Во время заряжания его тушили или снимали с оружия и крепили где-нибудь в стороне, например — на широких полях характерной «мушкетёрской» шляпы, во избежание случайного выстрела во время заталкивания пули в ствол.
В самом примитивном варианте фитильного замка курок и спусковой рычаг представляли собой единую S-образную деталь — серпентин (змеевик). Стрелок для выстрела просто проворачивал серпентин вокруг оси, нажимая на его хвост — спусковой рычаг, при этом зажатый в губках с противоположного конца серпентина фитиль прижимался к полке с затравочным порохом.
Более совершенный вариант фитильного замка, появление которого относится примерно к 1470-м годам, уже имел спусковой рычаг и курок в виде отдельных деталей, соединённых при помощи расположенной на оси курка серьги. Механизм был устроен так, что за счёт его передаточного отношения при нажатии на спусковой рычаг курок приближался к полке очень быстро.
Наиболее совершенны были известные с конца XV века пружинные фитильные замки, у которых курок приближался к полке уже не усилием рук стрелка, а силой предварительно взведённой пружины (иногда называемые ударно-фитильными). Спусковой рычаг или крючок при этом просто запирал взведённый курок. Это позволило не только значительно уменьшить время между нажатием на спусковой рычаг или крючок и выстрелом, но и снизить усилие спуска, тем самым повысив меткость стрельбы, а также открыло путь к созданию более совершенных конструкций замков. Более поздние ударные кремнёвые и капсюльные замки по сути повторяют пружинный фитильный по принципу действия, так как в них также курок с боевой пружиной удерживается во взведённом состоянии вплоть до нажатия на спуск. С другой стороны, отдельные черты, характерные для колёсного замка (см. ниже), часто заимствовались производителями более дешёвых фитильных замков. В результате появлялись фитильные замки с предохранителем в виде рычажка, крышкой полки, автоматически открывающейся при спускании курка, и другими усовершенствованиями. Они, однако, не были широко распространены, так как, значительно усложняя и удорожая замок, лишь несущественно повышали его удобство в использовании.

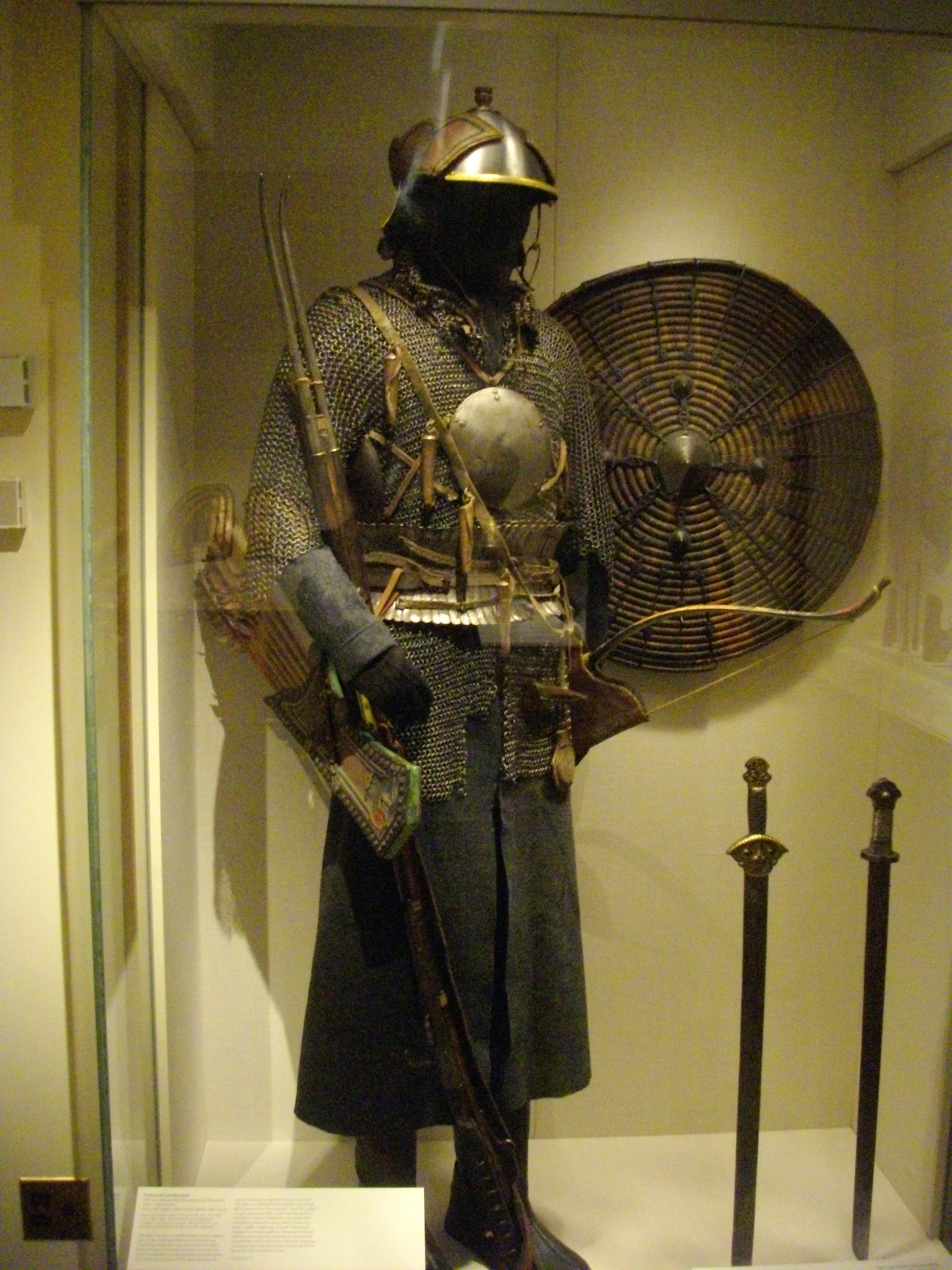
Снаряжение тибетского воина, включая характерный фитильный мушкет азиатского типа. Хорошо видны «рога» — откидные штык-сошки. Такой комплекс вооружения просуществовал в Тибете вплоть до китайской оккупации 50-х годов XX века.

Ружьё с фитильным замком перезаряжалось примерно полторы-две минуты. На практике стреляли намного реже, сообразуясь с обстановкой на поле боя и не тратя зарядов понапрасну, так как при такой скорострельности шанса на второй выстрел по той же цели обычно уже не было. Например, в битве при Киссингене (1636) за 8 часов боя стрелки произвели всего 7 залпов. Зато залпы их порой решали исход всей битвы: при попадании пуля из тяжёлого мушкета убивала латника с 200 метров, даже на 500—600 м сохраняя достаточную убойную силу для нанесения ранений, при тогдашнем уровне медицины часто бывших смертельными. Разумеется, на таком расстоянии попадания по отдельным целям, тем более — движущимся, из примитивного гладкоствольного мушкета, лишённого прицельных приспособлений, были невозможны; именно поэтому мушкетёры и вели огонь залпами. Другими причинами этого были желание нанести быстро движущейся групповой цели (отряду кавалерии) максимальный урон за то очень короткое время, которое он находится в секторе обстрела, а также, не в последнюю очередь, сильное психологическое воздействие организованной залповой стрельбы на противника.
Для сравнения, один лучник в две минуты прицельно выпускал до десяти стрел. Превосходил опытный лучник мушкетёра и в точности стрельбы: в идеальных условиях из 20 выпущенных стрел на 100 ярдах (91 м) в цель попадало 16, мушкет же в тех же условиях в лучшем случае имел лишь 12 попаданий из 20. Между тем, при обстреле из луков считалось очень хорошим результатом, если хотя бы одна из сотни выпущенных стрел поражала цель, защищённую пластинчатым доспехом, так как пробить латы стрела могла только попав в них под определённым углом, желательно — в наиболее мягкую область пластины с дефектом термической обработки (доспешная сталь была весьма гетерогенна по содержанию углерода и закалена «пятнами») или в их стык, вероятность чего была невелика. Тяжёлая мушкетная пуля почти не давала рикошетов, к тому же она не застревала в щитах, от неё нельзя было защититься свободно висящими полотнищами ткани, в которых застревали стрелы. Арбалет тоже обычно уступал мушкету по пробивной силе, причём тяжёлые осадные арбалеты с механическим взводом не превосходили его и в скорострельности.
И лук, и арбалет уже на сотню метров вели огонь по навесной траектории, в то время как мушкет с его сравнительно высокой начальной скоростью пули позволял стрелять прямой наводкой, что облегчало взятие поправок и существенно повышало вероятность поражения залпом групповой цели в постоянно меняющихся условиях боя. Лучники и арбалетчики могли показывать изумительную меткость на состязаниях, ведя огонь по мишени, находящейся на заранее известном расстоянии, но при стрельбе по движущейся цели даже самые опытные из них испытывали затруднения из-за низкой скорости метавшихся этим оружием снарядов. Это же затрудняло точную стрельбу в ветреную погоду (и заряжать мушкет при сильном ветре было не слишком удобно, а навесная стрельба из луков и арбалетов была иногда полезна для поражения цели, находящейся за складкой рельефа или иным препятствием). Кроме того, стрелок из мушкета тратил намного меньше сил во время боя, чем лучник или арбалетчик.
Впрочем, уже в начале XVII века существовали стрелки-виртуозы, умудрявшиеся делать по несколько неприцельных выстрелов в минуту. Однако в бою такая стрельба на скорость была обычно нецелесообразна, и даже опасна ввиду обилия и сложности приёмов заряжания мушкета. Например, иногда стрелок в спешке забывал вытащить из ствола шомпол, в результате чего тот улетал в сторону вражеских боевых порядков, а незадачливый мушкетёр оставался без боепитания.

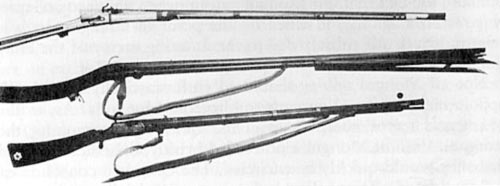
Китайские фитильные мушкеты с замками восточного типа.

Несмотря на все свои очевидные недостатки, фитильный замок оказался чрезвычайно живучим. Главными его преимуществами были простота конструкции и эксплуатации — не нужны были ни точно обработанные кремни, ни капсюли, только порох да вымоченный в селитре фитиль. По причине конструктивной простоты он был ещё и очень долговечен. В Европе он использовался в военных целях до конца XVII — начала XVIII века, а после этого — ещё очень долго для охотничьего оружия в глухих местах, где фитильное ружьё работы местного кузнеца было намного доступнее, чем новинки от городских оружейных мастеров. В юго-восточной Азии, Персии, Китае, Индии, Тибете и прилегающих областях фитильный замок характерного типа, отличающийся от европейского, использовался в военных целях вплоть до XIX века, а то и в середине XX. Он был в целом аналогичен европейскому фитильному замку с серьгой, но спуск осуществлялся не рычагом или спусковым крючком, а шровом — особой скобкой, которая являлась продолжением заднего конца двуплечего спускового рычага и располагалась в нижней части приклада. На неё обычно нажимали не указательным пальцем, а средним, безымянным и мизинцем, сжимая ладонь. Механизм был полностью утоплен в деревянную ложу, наружу торчал только курок, причём последний при выстреле двигался вперёд, а не назад, как у большинства европейских замков. На Руси выделывали и фитильные замки азиатского типа, и подобные европейским. В Японии же вплоть до реставрации Мэйдзи использовались фитильные замки (Танегасима), основанные на европейских (португальских) образах XVI века. В последнем случае фитильные замки уступили место непосредственно оружию современного типа под унитарные патроны, минуя этапы искрового и капсюльного воспламенения.
Любопытна отмечаемая исследователями зависимость между климатом местности и традиционно используемым в ней типом замка к огнестрельному оружию. Так, в странах с относительный тёплым и сравнительно сухим климатом — Индии, Иране, Китае, Монголии, Тибете, и так далее — фитильные замки продержались очень долго, до XIX — начала XX века. А например на севере Сибири уже к середине XVII века основным типом замка стал кремнёвый, так как передвижение первопроходцев по рекам, сырость, туманы и дожди делали фитильный замок малопригодным как для боя, так и для охоты.

## Искровые замки
Как бы ни был удобен фитильный замок по сравнению с ручным воспламенением затравочного пороха, он всё же вызывал существенные нарекания, главным образом ввиду необходимости при стрельбе постоянно поддерживать открытый огонь. Логичным решением было не сохранять огонь, а каждый раз добывать его непосредственно при выстреле. При тогдашнем уровне науки и техники, единственным практически пригодным способом для этого было использование снопа искр, образующихся при измельчении пирофора, по аналогии с процессом, используемом в обычном ручном огниве.

### Тёрочный замок
В XV веке появился самый примитивный вариант искрового замка, по сути являющийся переделкой для установки на огнестрельное оружие обычного огнива. Он состоял из подпружиненного курка с зажатым в него кремнём и тёрки, или кресала (от «кресать», «кромсать», то есть, резать), которая представляла собой полоску закалённой стали, имеющую на своей поверхности очень мелкую насечку, примерно как у напильника. Насечка предназначалась для выкалывания (вырезания) из кремня очень мелких стружек, и, так как при резании кремня развиваются значительные локальные температуры (900—1100°С), то разогретые мельчайшие стружки немедленно воспламеняются. В известной степени этот процесс схож с шлифованием какого-либо стального предмета на точильном камне, где, как известно, мелкие стружки железа воспламеняются на воздухе, образуя сноп искр.
Для выстрела тёрку с силой оттягивали назад, при этом кремень тёрся о её поверхность и давал сноп искр, зажигающих порох на затравочной полке. Механизм был простым, но очень неудобным в использовании. Судя по всему, он не имел широкого распространения, хотя известно несколько образцов немецких пистолетов с тёрочным замком. Они были очень примитивны и имели вид коротких стволиков с расположенными сбоку пружинным курком, прижимающим кусок кремня или пирита к тёрке, которую приводили в действие, дёргая за кольцо. Единственным преимуществом такого способа воспламенения было отсутствие необходимости поддерживать открытый огонь, вследствие чего оружие было готово к выстрелу в любой момент и могло храниться готовым к бою. Видимо, это и обусловило специфику применения тёрочного замка именно в самых первых пистолетах — оружии, предназначенном для самозащиты и нападения на самой короткой дистанции, когда важна каждая секунда: выстрел из такого стволика оказывался хорошей заменой, к примеру, удару кинжалом.

### Колесцовый замок

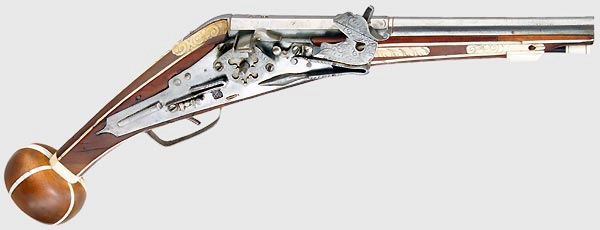
Пистолет-пуффер с колесцовым замком, Аугсбург, ~1580 год.

Схема колесцового замка

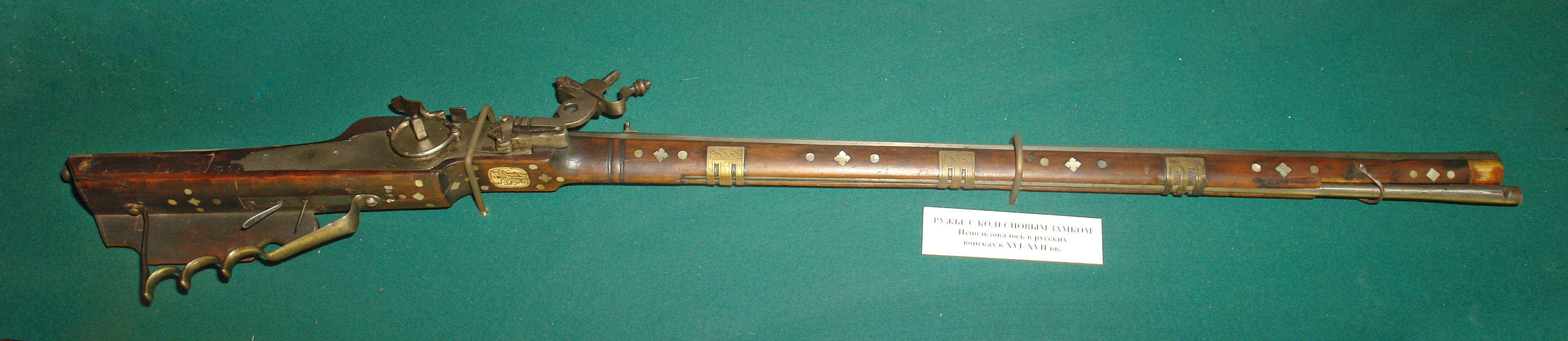
Ружьё с колесцовым замком (XVI—XVII в), Центральный военно-морской музей, Санкт-Петербург

Следующим этапом стало изобретение колесцового замка. Ещё Леонардо да Винчи в своем труде Codex Atlanticus в конце XV века привёл схему устройства-предшественника колесцового замка для пистолета. Иногда указывается, что это единственное изобретение великого итальянца, получившее признание при его жизни. Однако, судя по всему, первый работоспособный колесцовый замок был изготовлен около 1500 года в немецком Нюрнберге мастерами, совершенно не знакомыми с работами Леонардо. Конструкция, предложенная им, была всё же проще, остроумнее и рациональнее, чем появившиеся впоследствии настоящие колесцовые замки.
Оружие с колесцовыми замками было очень дорогим — примерно вчетверо дороже, чем с фитильным, и сравнительно ненадёжным, так как механизм замка был чувствителен к загрязнению пороховой гарью и осколками кремня́. Однако теперь оружие можно было долго хранить в заряженном состоянии и даже стрелять во время небольшого дождя. Заряжалось оружие с таким замком ещё дольше, чем с фитильным. Перед выстрелом нужно было не только опустить курок на колесцо, но и взвести колёсную пружину специальным ключом. Позднее стали делать замки, у которых колесцо взводилось при взведении курка, а крышка полки открывалась кулачковым механизмом во время выстрела, чтобы огонь можно было открывать сразу, без дополнительной операции по открыванию полки вручную. Иногда крышка полки ещё и закрывалась пружиной при нажатии на специальную кнопку. На колесцовых замках уже могли встречаться настоящие предохранители в виде флажка, который в одном из положений блокировал шептало. Иногда его работа была увязана с крышкой полки. В результате получился весьма совершенный для своего времени, но исключительно сложный и дорогой в производстве механизм. В таких дорогих образцах вместо кремня обычно использовали пирит, который меньше изнашивал колесцо.
Колесцовые замки не получили массового распространения в пехоте и долго сосуществовали с фитильными замками. Зато они получили широкое распространение в кавалерии, основным огнестрельным оружием которой были пистолеты. Именно для пистолетов колесцовый замок был тогда единственным практичным типом замка (пистолеты с фитильным замком тоже производились, но в Японии, причём в качестве парадных). Это даже отразилось на конструкции лат, а именно — максимилиановские доспехи ради стрельбы из пистолетов стали делать с перчатками вместо рукавиц. В пистолетах колесцовый замок продолжал встречаться и в XVIII веке. Также колесцовый замок широко и долго применялся в охотничьем и целевом оружии. Для охотничьих ружей и винтовок это можно объяснить в основном традицией и его высокой стоимостью, а следовательно и престижностью — по всем практически важным показателям он уже в конце XVII века уступал ударно-кремнёвому. Во втором же случае стрелки в цель опасались, что удар кремня об огниво, происходящий в ударно-кремнёвом замке, будет сбивать наводку и снижать точность стрельбы. Любопытно, что колесцовый замок практически не известен за пределами Европы: в других частях света использовали либо более простые фитильные, либо более простые и практичные ударно-кремнёвые замки.

### Kонструкция

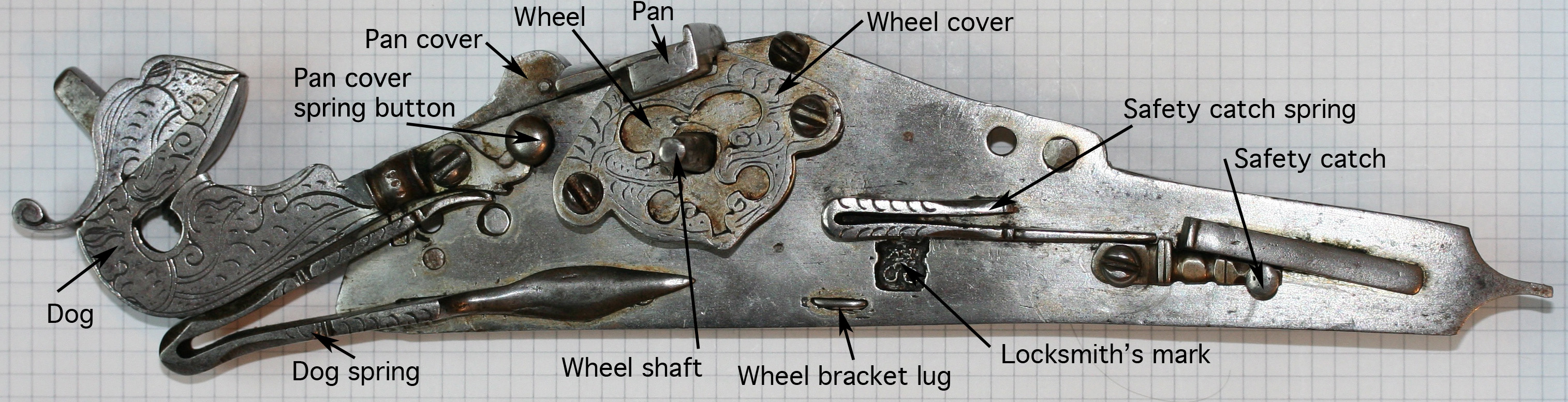

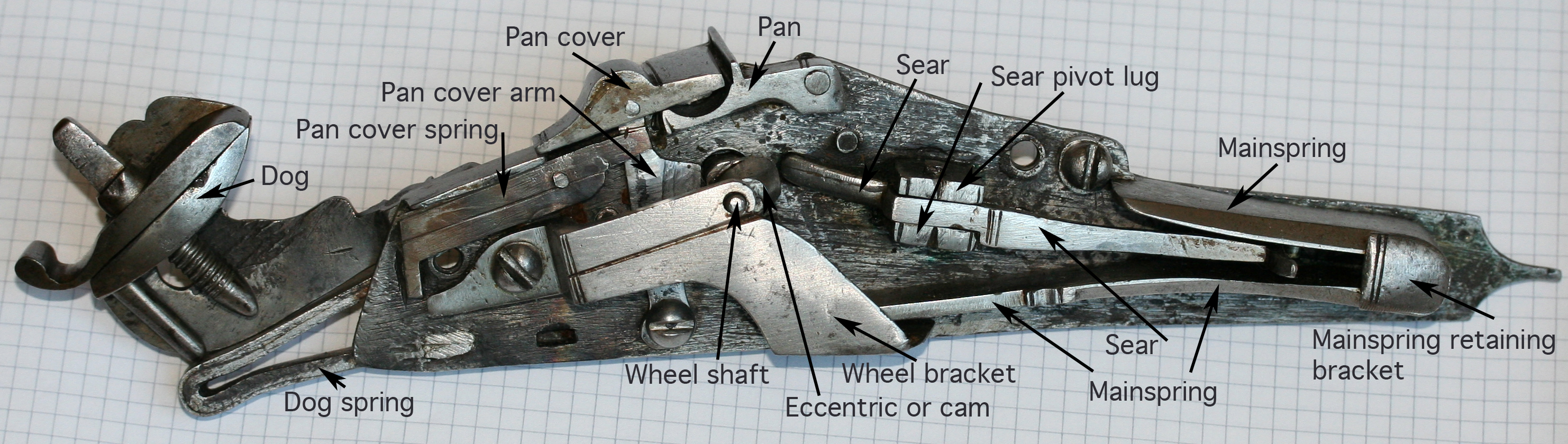

В колесцовом замке кресало претерпело конструктивные изменения, превратившись из полоски металла в колёсико с насечкой по краю. Это позволило улучшить процесс образования искр, сделать оружие более надёжным и компактным. Спусковой механизм отпускал пружину, которая при помощи цепной передачи вращала колесцо, а оно в свою очередь высекало искры из кремня и зажигало порох на затравочной полке. Позднее появились и замки с колесцом, скрытым внутри механизма, более элегантные и менее травмоопасные (об острый край колесца легко было порезаться, поэтому его часто закрывали кожухом).
В более позднее время и по наши дни колесцо с насечённым краем, приводимое в движение большим пальцем руки, можно чаще всего встретить в конструкции обыкновенной бензиновой или газовой зажигалки, в которой вместо кремня используется ферроцерий или мишметалл на основе церия. При характерном «чирканьи» можно легко наблюдать короткий и обильный сноп ярких искр пирофорного сплава.

## Ударные замки

### Ударно-кремнёвый замок

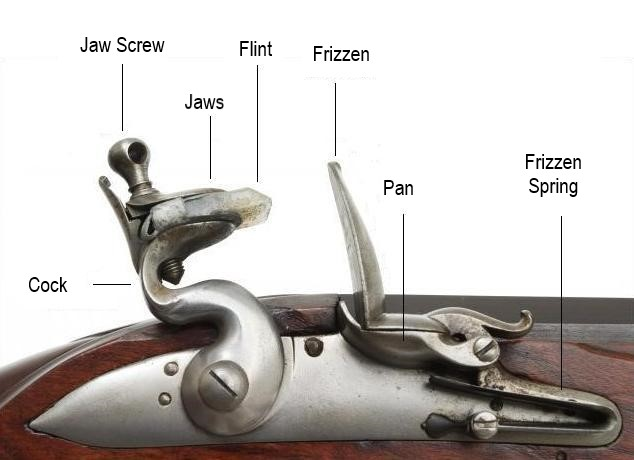
Классический (французский) вариант батарейного кремнёвого замка.

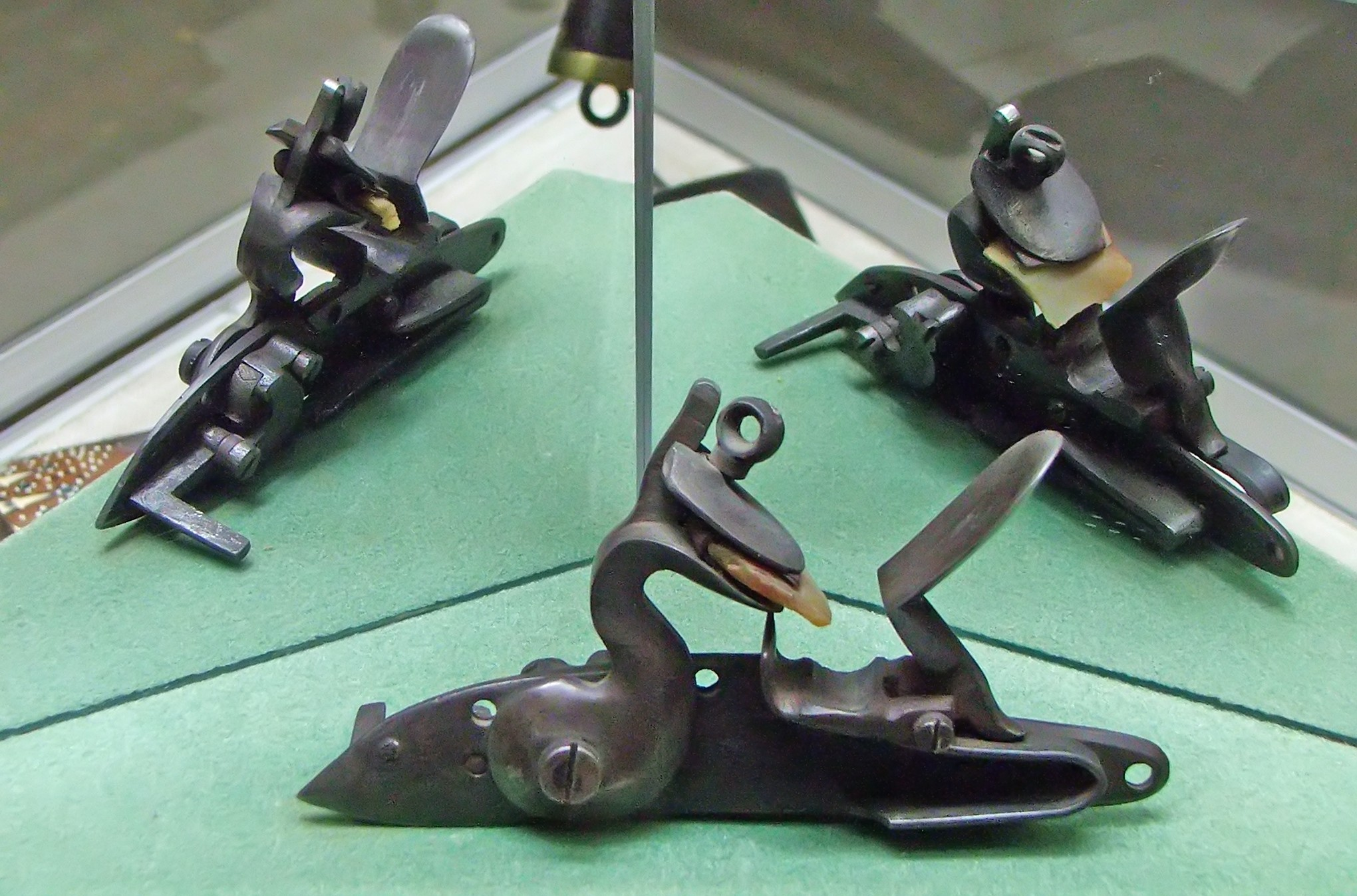
Кремнёвый замок с показанным внутренним устройством.

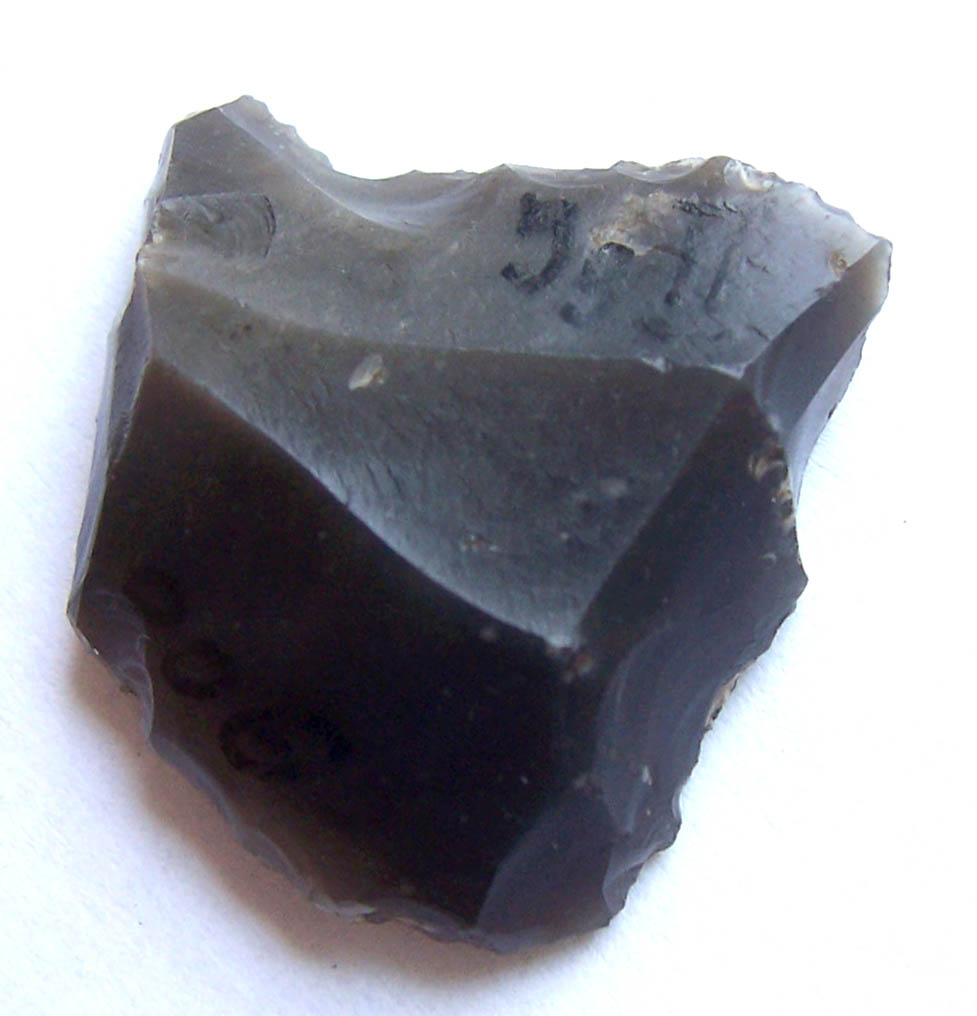
Кремень для кремнёвого замка. XVII век

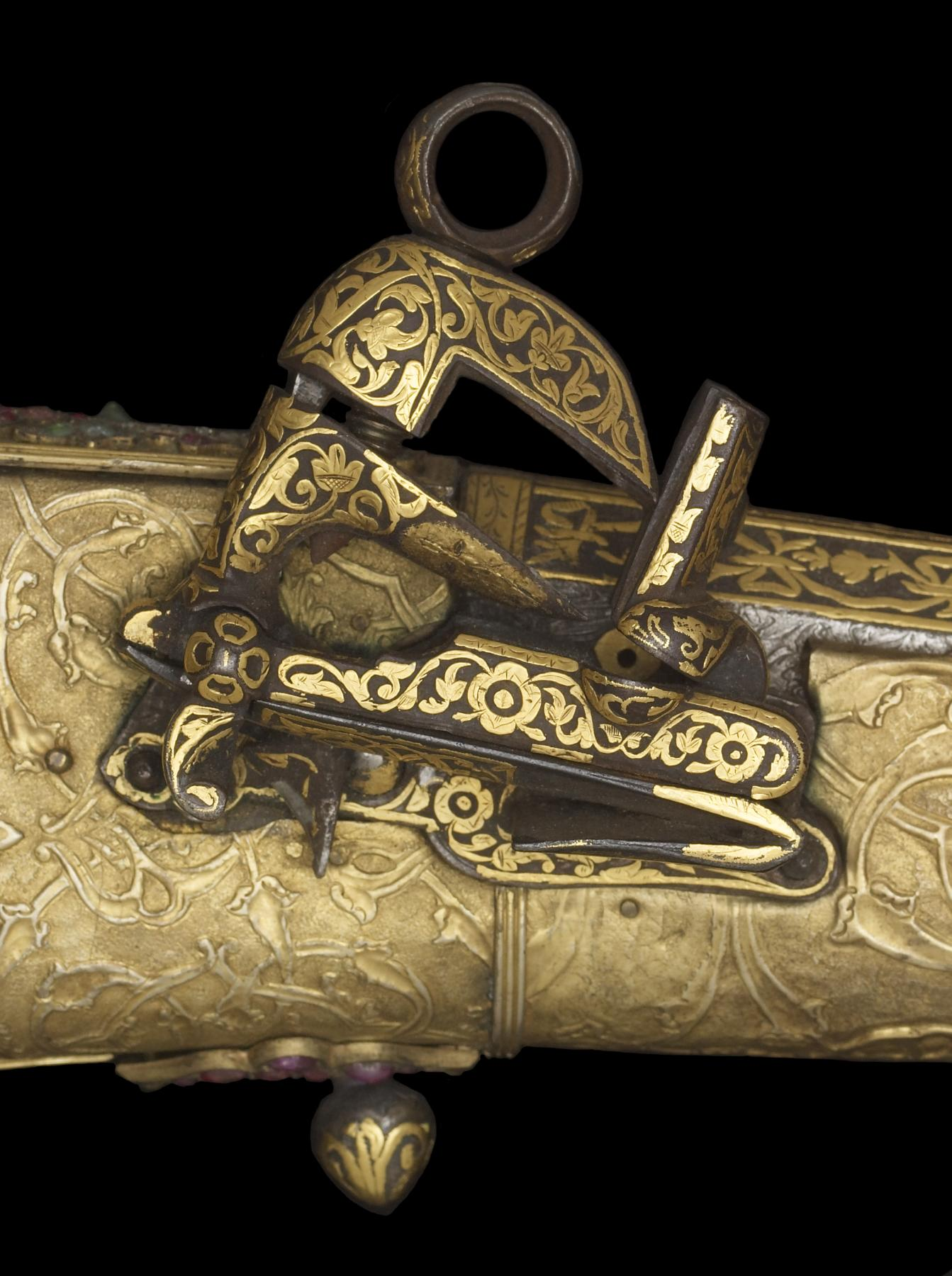
Турецкий ударно-кремнёвый замок.

Настоящую революцию в военной тактике произвели ружья с ударно-кремнёвыми замками. Простые, дешёвые и достаточно надёжные, они использовали тот же принцип высекания искры из кремня, но не за счёт вращения колесца, а за счёт движения самого кремня, закреплённого в губках курка, и его удара о неподвижное огниво.
Судя по всему, такие замки происходят из арабского мира, откуда в самом начале XVI века они попали в Испанию и, независимо, через Турцию на Кавказ и Русь. Этот ранний вариант ударно-кремнёвого замка так и называется — испано-мавританский или арабский. Впоследствии он был улучшен оружейниками различных стран, в результате чего появились ударно-кремнёвые замки английский, нидерландский, шоцкий (шведский), карельский, русский, итальянский, нюрнбергский и другие. Отличались они в основном стилем отделки и деталями конструкции — внутреннее или наружное расположение пружин, устройство курка и спускового механизма, форма полки и конструкция её крышечки, и так далее. Наконец, французами была создана наиболее совершенная разновидность — батарейный замок, у которого огниво и крышка полки составляли единую деталь, так, что полка при выстреле открывалась автоматически. Он без особых изменений просуществовал с начала XVIII до второй половины XIX века.
За счёт облегчения процесса заряжания ружья скорострельность увеличилась до 2—3 выстрелов в минуту. А прусская пехота XVIII века могла делать около 5 выстрелов в минуту по приказу и 7 выстрелов при 6 заряжаниях одиночным бойцом. Это достигалось дополнительными усовершенствованиями замка и ружья, введением одностороннего шомпола и длительным обучением солдат.
В XVIII ружьё с кремнёвым замком, штык и окончательно оформившийся линейный строй пехоты совершили настоящий переворот в военном деле, позволив заменить пехоту XVI—XVII веков, составленную из пикинёров и мушкетёров, на пехоту XVIII—XIX веков, состоявшую исключительно из стрелков. Вплоть до первой четверти XIX века эти нововведения считались в Европе наивысшим достижением военно-технической мысли, существенно улучшить или заменить которые вряд ли удастся в обозримом будущем. Конструкция кремнёвого замка устоялась ещё в самом начале 1700-х, после чего практически не изменялась даже в деталях; улучшались лишь способы массового производства, позволявшие существенно повысить надёжность, упростить полевой ремонт благодаря взаимозаменяемости отдельных частей, а также вооружать ружьями всё большее и большее число солдат. Скорострельность была доведена за счёт выучки стрелков до практического максимума при заряжании с дула, и в таком виде вполне удовлетворяла тогдашним требованиям пехотной тактики, предполагавшей залповую стрельбу по групповой цели максимум с 200—300 шагов.
Периодом наивысшего расцвета оружия с кремнёвыми замками стали годы наполеоновских войн. Между тем, уже в 1820-х годах его стали очень быстро вытеснять первые образцы капсюльных систем, появление которых отметило начало бурного прогресса в области стрелкового оружия, охватившего весь оставшийся XIX век и приведшего к утверждению в нём принципов и конструкций, используемых в массовых образцах до настоящего времени. При этом в глухих местах, например в Сибири, охотничье оружие с кремнёвыми замками местного кустарного производства было в широком ходу ещё в первой половине XX века.

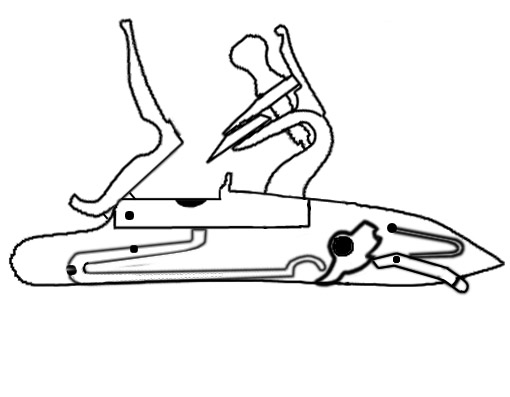
Кремнёвый замок: курок спущен, полка открыта.
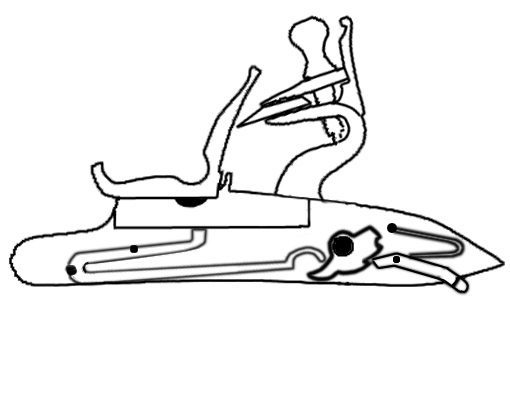
Курок на предохранительном взводе, полка заряжена.
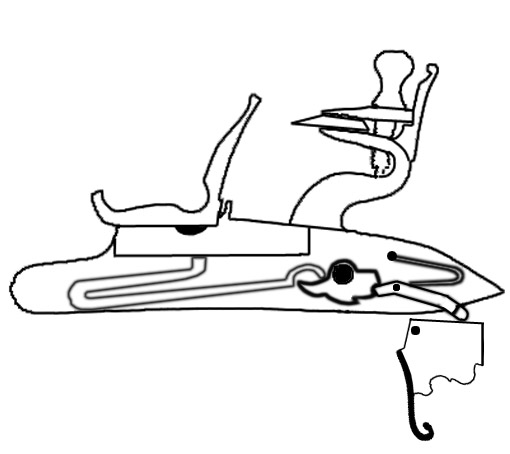
Курок на боевом взводе. Замок готов к выстрелу.

### Капсюльный замок

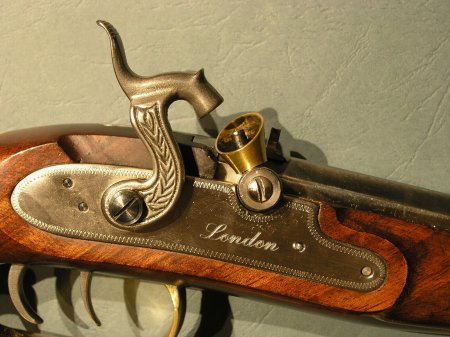
Капсюльный замок.

Капсюльный замок появился в начале XIX века, изначально в охотничьем оружии. Он использовал химическое взрывчатое вещество на основе гремучей ртути (фульмината ртути), заключённое в металлический колпачок — капсюль, или «пистон». Курок ударял по капсюлю, надетому на полый затравочный стержень — бранд-трубку, полость которого была соединена с каналом ствола. Такой замок был прост, дешёв, очень надёжен. Конструкция его механизма по сути полностью повторяла давно освоенный в производстве ударно-кремнёвый, что значительно упрощало переход. К 1840-м годам он вытеснил кремнёвый в армиях практически всех развитых стран.
Капсюльный замок в целях экономии использовался и на большей части ранних массовых казнозарядных винтовок, таких, как винтовка системы Шарпса времён Гражданской войны в США или принятая в России винтовка Терри-Нормана. Для казнозарядной системы необходимость перед каждым выстрелом надевать на затравочный стержень капсюль была явным анахронизмом. В США иногда использовалось так называемое приспособление Майнарда, в котором вместо капсюлей использовалась бумажная лента с лепёшками капсюльного состава, которую протягивал специальный механизм при взведении курка, так, что каждый раз новая лепёшка оказывалась напротив затравочного отверстия (см. английскую статью). Впоследствии многие казнозарядные капсюльные винтовки были переделаны для стрельбы унитарными патронами, но при этом часто сохраняли замок с внешним курком, который в несколько переделанном виде использовался в качестве ударно-спускового механизма для разбития капсюля, заделанного в донце патрона — хорошим примером чего может послужить русская винтовка Крнка, замок которой был аналогичен замку пехотного ружья образца 1845 года.
В то время, как в военных винтовках внешние курки на осях очень быстро оказались вытеснены более простыми курками прямого хода, как у винтовок системы Бердана № 1 и 2, на охотничьих ружьях устройство спускового механизма, по сути аналогичное капсюльному замку, сохранялось ещё очень долго, иногда встречается и в наше время (подкладной замок, сайдлок).

## Иные конструкции
Наряду с описанными выше, использовались и иные способы воспламенения порохового заряда, однако по ряду причин они не получили широкого распространения.
Помимо капсюлей в виде колпачков, использовались также вставлявшиеся внутрь затравочного отверстия капсюльные трубки (получили распространение только в артиллерии) или лепёшки ударного состава, заключённые между двумя листами бумаги (получили широкое распространение только в рамках приспособления Майнарда, описанного выше, и притом не отличавшегося надёжностью).
Во второй половине XIX века для воспламенения пороха попытались приспособить электричество. В Чехии в 1880-х годах даже выпускались коммерчески ружья с электрическим воспламенением, которые имели электрохимическую батарею внутри приклада. Они были вполне работоспособны, но достаточно тяжелы, кроме того обслуживание наливной батареи было неудобным. В другом варианте, батарея должна была носиться на поясе стрелка, а к ружью ток подавался через специальную металлическую сетку, проложенную под одеждой, что было также неудобно. В настоящее время большинство проблем данной технологии уже преодолено, и существуют массово производящиеся модели как обычных (патронных), так и дульнозарядных ружей и винтовок с электрическим воспламенением порохового заряда (или электрической детонацией капсюля, который воспламеняет пороховой заряд).